# کون‌چوربا
کون‌چوربا (به مجاری:  Kuncsorba) یک منطقهٔ مسکونی در مجارستان است که در ناحیه توروک‌سنت‌میکلوش واقع شده‌است. کون‌چوربا ۳۳٫۶۳ کیلومتر مربع مساحت و ۶۲۱ نفر جمعیت دارد.